# Ernst August Wiebold
Ernst August Wiebold (* 12. September 1843 in Talge bei Bersenbrück; † 1942 in Osnabrück) war Küster, Lehrer, Kantor und Organist.

## Biografie
Ernst August Wiebold wurde als Sohn eines Lehrers in Talge geboren. Seine Lehrerausbildung erhielt er am Lehrerseminar in Osnabrück unter dem Seminardirektor Johann Heinrich Schüren. Er arbeitete zuerst als Junglehrer in Settrup. Mit bereits 23 Jahren wurde er 1865 Lehrer in der späteren Volksschule Neuenkirchen sowie Kantor und Küster der evangelischen St.-Christophorus-Kirche in Neuenkirchen. Er war der letzte, der die Ämterkombination, bestehend aus Kantor, Küster und Lehrer in einer Person in Neuenkirchen vereinigte. Zusätzlich versah er das Organistenamt, das er erst in seinem 85. Lebensjahre aufgab.

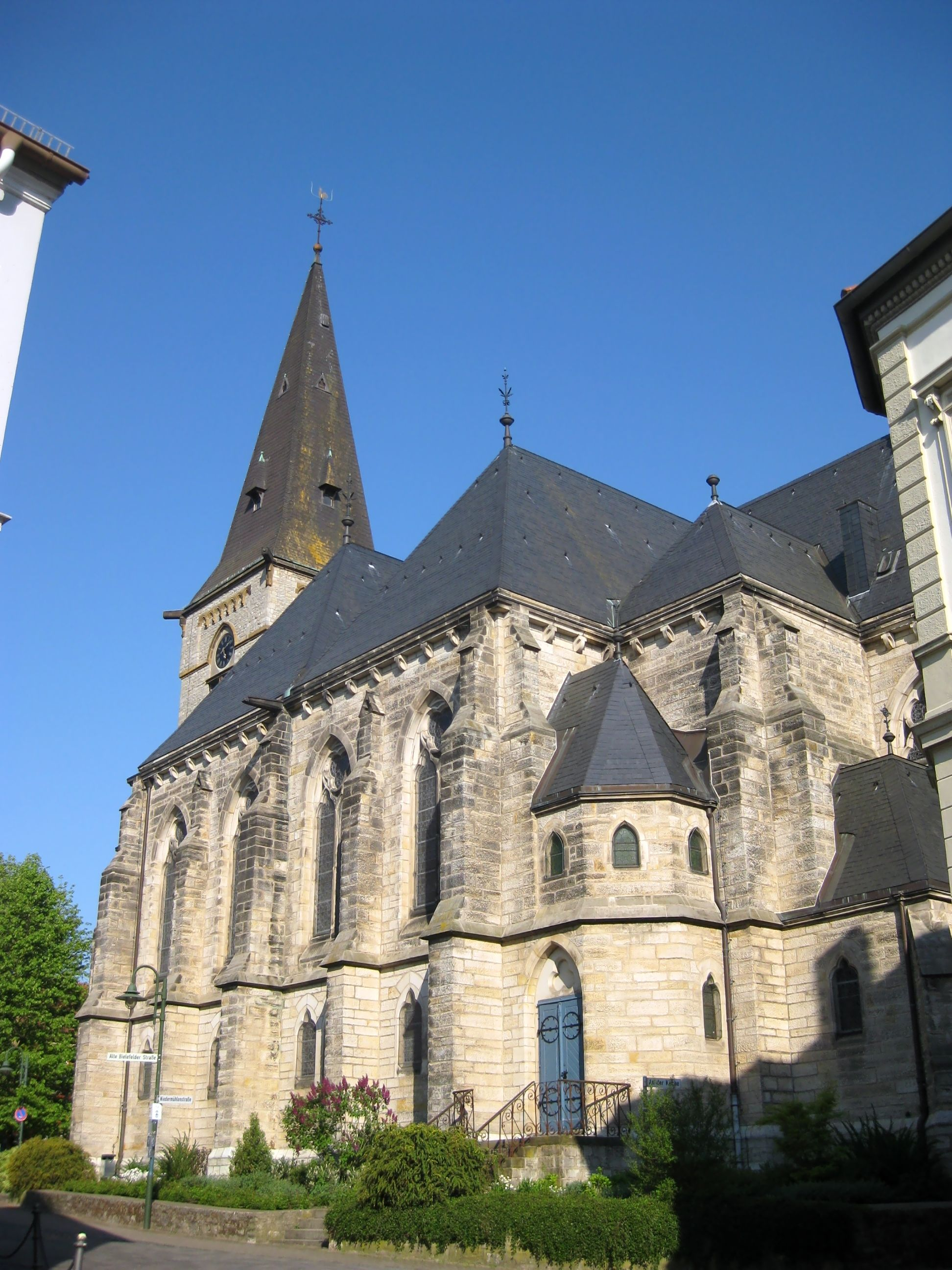
St.-Christophorus-Kirche in Melle-Neuenkirchen

1878 wurde er erster Lehrer der Kantorschule in Neuenkirchen. Diese evangelische Bekenntnisschule der Gemeinde Neuenkirchen war die Vorgängerschule für die spätere Volksschule. 1872 wurde die Kantorschule mit der ebenfalls evangelischen Pastorenschule zur Volksschule zusammengefasst. August Wiebold wurde Hauptlehrer und später Rektor dieser sechsklassigen Schule. 1890 waren dort 600 Schüler untergebracht. Wiebold absolvierte eine Berufszeit von insgesamt 59 Jahren und trat mit 78 Jahren in den Ruhestand.
Er blieb besonders in Erinnerung durch seine modernen pädagogischen Maßstäbe, z. B. verabscheute er die zu dieser Zeit übliche körperliche Züchtigung. Der Schulunterricht fand in der Kantorei neben der Christophorus-Kirche statt. Nach dem großen Brand von Neuenkirchen 1883, bei dem auch die Schule in Mitleidenschaft gezogen wurde, setzte er sich für den Bau einer neuen Schule ein, die er bis zu seinem Ruhestand 1921 leitete. Dieses Schulgebäude wurde später abgerissen. 1953 wurde die jetzige Grundschule in Neuenkirchen erbaut und erhielt den Namen Kantor-Wiebold-Schule.
Zudem setzte sich Wiebold für das Vereinsleben Neuenkirchens ein und prägte dadurch die Gemeinde. Er war Gründer eines Gesangvereines, des örtlichen Kirchenchores und Mitbegründer des Posaunenchores der evangelisch-lutherischen Kirchengemeinde Neuenkirchen. Er war ebenfalls langjähriger Schriftführer des landwirtschaftlichen Vereins. Ein Jahr nachdem er sein Organistenamt aufgab, zog er 1929 mit 86 Jahren zu seinen Kindern nach Osnabrück, wo er bis zu seinem Tode im Alter von 99 Jahren lebte. 1943 wurde er auf eigenen Wunsch auf dem Friedhof in Neuenkirchen (Melle) bestattet.
Ernst August Wiebold begleitete in seinem Berufsleben die Entwicklung einer noch stark organisatorisch und inhaltlich an die Kirche gebundenen Schulorganisation zum gegenwärtigen staatlich organisierten Schulsystem und prägte auch kulturell seine Gemeinde.
Die Inschriften auf den Bändern des 1953 erbauten und nach ihm benannten Grundschulgebäudes verdeutlichen die Einstellung von August Wiebold. Dort ist im Giebel zu lesen:
„Ehre sei Gott in der Höhe“ und darunter: „In den Kindern liegt die Zukunft, in den Kinden spät´res Heil. Was wir hoffen und erstreben: ihnen wird´s vielleicht zuteil“.
Eine weitere Beschreibung des Charakters von Wiebold wird in einem Bericht von 1870 des Lehrerseminardirektors Schüren aus Osnabrück, der zu dieser Zeit Inspektor des gesamten Schulwesens war, deutlich. Dort heißt es:
„Der Schullehrer Wiebold zu Neuenkirchen hat von mir ein Zeugniß über sein Leben im Amte verlangt. Ich schreibe es gern. Was ich vor sechs Jahren von dem aus dem Seminar scheidenden Jüngling hoffte, das hat der Mann erfüllt. Wiebold weiß, was er will, und - er will, was er soll. In der Schule - bei den Kleinen, bei den Großen - hat er mit Geschick und erfreulichem Erfolge gearbeitet, außer der Schule aber seinen Wandel geführt in der Furcht Gottes zur Ehre Gottes. - Ihm wird nicht fehlen der Segen Gottes.“

## Auszeichnungen
- 1953 erhielt die Schule in Neuenkirchen den Namen Kantor-Wiebold-Schule.